# Taurów
Taurów – wieś w Polsce, położona w województwie łódzkim, w powiecie brzezińskim, w gminie Jeżów].
| SIMC    | Nazwa      | Rodzaj    |
| ------- | ---------- | --------- |
| 0728871 | Marianówek | część wsi |

W latach 1975–1998 wieś administracyjnie należała do województwa skierniewickiego.

## Inne
- Taurów – wieś na Ukrainie, w obwodzie tarnopolskim, w rejonie kozowskim